# Ateliers F. Frenay
Ateliers F. Frenay war ein belgischer Hersteller von Automobilen. Der Markenname lautete Frenay.

## Unternehmensgeschichte
Das Unternehmen hatte seinen Sitz am Quai de l’Abattoir 60 in Lüttich. Es begann 1914 mit der Produktion von Automobilen. Auf dem Brüsseler Automobilsalon im Januar 1914 wurden Fahrzeuge ausgestellt. Hauptabsatzmarkt war England. 1914 stoppte kriegsbedingt die Produktion. Bis dahin waren etwa 50 Fahrzeuge entstanden. Zwischen 1919 und 1920 wurden noch einige Fahrzeuge aus vorhandenen Teilen montiert.

## Fahrzeuge
Das einzige Modell 8/10 CV war mit einem Vierzylindermotor von Ballot mit 1460 cm³ Hubraum ausgestattet. Der Kühlergrill ähnelte denen der Fahrzeuge von Métallurgique. Die Karosserie bot Platz für zwei Personen. Der Verkaufspreis in England betrug 250 Pfund.